# Liste der Nummer-eins-Hits in Norwegen (1995)
Diese Liste enthält alle Nummer-eins-Hits in Norwegen im Jahr 1995. Es gab in diesem Jahr zwölf Nummer-eins-Singles und 19 Nummer-eins-Alben.
| Singles | Alben |
| --- | --- |
| - Rednex – Cotton Eye Joe - 14 Wochen (41/1994 – 2/1995) - Rednex – Old Pop in an Oak - 6 Wochen (3/1995 – 8/1995) - Scatman John – Scatman (Ski-Ba-Bop-Ba-Dop-Bop) - 1 Woche (9/1995, insgesamt 2 Wochen) - Céline Dion – Think Twice - 2 Wochen (10/1995 – 11/1995, insgesamt 4 Wochen) - Scatman John – Scatman (Ski-Ba-Bop-Ba-Dop-Bop) - 1 Woche (12/1995, insgesamt 2 Wochen) - Céline Dion – Think Twice - 2 Wochen (13/1995 – 14/1995, insgesamt 4 Wochen) - The Offspring – Self Esteem - 4 Wochen (15/1995 – 18/1995) - Rednex – Wish You Were Here - 2 Wochen (19/1995 – 20/1995) - Take That – Back for Good - 1 Woche (21/1995) - The Connells - '74-'75 - 9 Wochen (22/1995 – 30/1995) - The Murmurs – You Suck - 1 Woche (31/1995) - U2 – Hold Me, Thrill Me, Kiss Me, Kill Me - 1 Woche (32/1995) - Morten Harket – A Kind of Christmas Card - 9 Wochen (33/1995 – 41/1995) - Coolio feat. L. V. – Gangsta’s Paradise - 13 Wochen (42/1995 – 2/1996) | - Travellin’ Strawberries – The Julekalender - 2 Wochen (52/1994 – 1/1995) - Di Derre – Jenter & sånn - 5 Wochen (2/1995 – 6/1995) - Herbert von Karajan – Adagio - 1 Woche (7/1995) - Céline Dion – The Colour of My Love - 2 Wochen (8/1995 – 9/1995, insgesamt 10 Wochen) - Bruce Springsteen – Greatest Hits - 1 Woche (10/1995) - Céline Dion – The Colour of My Love - 8 Wochen (11/1995 – 18/1995, insgesamt 10 Wochen) - Jørn Hoel – Jørn Hoels beste – Æ så mæ tilbake - 2 Wochen (19/1995 – 20/1995) - Creedence Clearwater Revival – Forever – 36 Greatest Hits - 1 Woche (21/1995) - Secret Garden – Songs from a Secret Garden - 1 Woche (22/1995) - Pink Floyd – Pulse - 2 Wochen (23/1995 – 24/1995) - Michael Jackson – HIStory – Past, Present and Future Book I - 5 Wochen (25/1995 – 29/1995) - John Lennon – The John Lennon Collection - 1 Woche (30/1995) - Free The Spirit – Pan Pipe Moods - 4 Wochen (31/1995 – 34/1995) - Vangelis – 1492 – Conquest Of Paradise (Soundtrack) - 2 Wochen (35/1995 – 36/1995) - Morten Harket – Wild Seed - 6 Wochen (37/1995 – 42/1995) - Arve Tellefsen – Arco - 1 Woche (43/1995, insgesamt 3 Wochen) - Seigmen – Metropolis - 1 Woche (44/1995) - Arve Tellefsen – Arco - 2 Wochen (45/1995 – 46/1995, insgesamt 3 Wochen) - Rolling Stones – Stripped - 1 Woche (47/1995) - Elton John – Love Songs - 1 Woche (48/1995) - Plácido Domingo, Sissel Kyrkjebø & Charles Aznavour – Christmas In Vienna III - 4 Wochen (49/1995 – 52/1995) |
| | |

Siehe auch: Nummer-eins-Hits 1995 in  Australien, Belgien, Dänemark, Deutschland, Finnland, Frankreich, Irland, Italien, Japan, Kanada, Neuseeland, den Niederlanden, Österreich, Schweden, der Schweiz, Spanien, Ungarn, den Vereinigten Staaten und im Vereinigten Königreich.